# Social-libéralisme
Vous lisez un « article de qualité » labellisé en 2012.
Ne doit pas être confondu avec Socialisme libéral.

Leonard Trelawny Hobhouse, un des concepteurs du social-libéralisme, au travers notamment de son livre Liberalism paru en 1911.

Le social-libéralisme ou nouveau libéralisme (son nom d'origine), dit également libéralisme social, haut libéralisme, libéralisme radical (radical liberalism), libéralisme moderne (modern liberalism) ou, souvent en anglais d'Amérique du Nord, liberalism, est un courant du libéralisme qui, à la suite de John Stuart Mill, met au centre de sa pensée le développement tant intérieur que matériel des êtres humains pensés dans leur interaction sociale. Dans cette optique, il a été un des promoteurs de la notion de justice sociale. En effet, pour lui la liberté n'est pas tant absence de contrainte comme dans le libéralisme classique que pouvoir d'agir, capabilités.
Sur le plan politique, son éthique s'oppose à l'autoritarisme et cherche à impliquer les êtres humains dans le processus décisionnel d'où l'accent mis sur la démocratie. Sur le plan économique et social, il promeut des institutions cherchant à concilier liberté et égalité à travers notamment la mise en place de régulations ayant pour but d'établir une concurrence équilibrée et des politiques de redistribution visant à accroitre les capabilités des individus. Son épistémologie l'amène à traiter des problèmes économiques et sociaux en partant de l'étude des faits même s'ils sont déplaisants (notion de hard-facts). Cela mène à être plus inductifs, à partir plus de l'analyse des données que les économistes libéraux classiques qui raisonnaient de façon plus déductive.
Il se distingue également sur nombre d'autres points du libéralisme classique, l'autre grand courant du libéralisme, et de fortes tensions entre eux sont perceptibles. Aux États-Unis, le social-libéralisme est généralement classé à gauche et constitue le courant le plus important du libéralisme. En Europe, où son influence est plus modeste, il est parfois présent dans les branches qualifiées de centristes de partis politiques non extrémistes. Le social-libéralisme commence à se constituer au milieu du XIXe siècle. Sur le plan politique et social, il est alors très lié à l'université d'Oxford et émerge sous le nom de Nouveau Libéralisme. Sur le plan économique, il est plutôt influencé par des chercheurs de l'université de Cambridge. Au niveau international, avec des figures telles que Woodrow Wilson, Norman Angell et David Mitrany, il a fortement contribué à l'établissement des institutions internationales de régulation, tant sur le plan politique (Société des Nations et Organisation des Nations unies) qu'économique, comme en témoigne le rôle de John Maynard Keynes dans l'établissement du Fonds monétaire international et de la Banque mondiale.
Le social-libéralisme en tant qu'idéologie au sens de Michael Freeden (c'est-à-dire en tant que favorisant certaines actions) a eu une influence notable sur la vie politique en France à travers le solidarisme, et aux États-Unis à travers le programme Nouvelle liberté (New Freedom) de Woodrow Wilson. Toutefois, cette idéologie n'est dominante qu'après la Seconde Guerre mondiale. Elle sera très fortement contestée à la fin des Trente Glorieuses et perd l'essentiel de son influence au profit notamment d'autres courants libéraux. Il lui est notamment reproché de ne pas assez impliquer les êtres humains dans le processus décisionnel et d'avoir cédé à la tentation de l'expertise, particulièrement forte en économie.
Si le social-libéralisme perd alors son influence politique, il connaît parallèlement un renouveau intellectuel et, sous l'influence notamment de John Rawls, il opère un retour vers un plus grand respect des citoyens, en même temps qu'il esquisse une critique de son « économisme ». Par ailleurs, il développe une réflexion liée aux moyens de répondre aux nouveaux défis qui se posent aux sociétés du XXIe siècle : la justice sociale avec deux approches majeures pour partie concurrentes et pour partie complémentaires, celle de John Rawls, très institutionnelle, et celle axée sur les capabilités (Amartya Sen et Martha Nussbaum) : les droits civiques, le multiculturalisme, les politiques de l'éthique de la sollicitude, etc.
Dans le vocabulaire politique contemporain, le social-libéralisme est fréquemment amalgamé avec ce que l'on appelait auparavant le socialisme libéral. Cependant, bien que le concept de socialisme libéral apparaisse chez certains auteurs du social-libéralisme, ce courant d'idées ne se confond pas entièrement avec le terme, qui a pu désigner historiquement des tendances très variées ; l'école de pensée ayant originellement porté le nom de social-libéralisme ne se confond pas non plus avec un socialisme converti aux vertus du libéralisme. La différence majeure entre le social-libéralisme au sens premier du terme et les autres courants ayant employé le concept de « socialisme libéral » tient à ce que le « nouveau libéralisme » est le seul grand courant de pensée libéral à s'être ouvert à certaines idées du socialisme ; à l'inverse, la majorité des autres théoriciens du socialisme libéral sont principalement des socialistes ayant adopté certains thèmes du libéralisme, et se définissent d'abord et avant tout comme « socialistes », ou « républicains », mais rarement en premier lieu comme « libéraux ».
De manière plus courante, l'expression social-libéralisme est employée de nos jours pour désigner — parfois négativement — un centre gauche (socialiste ou social-démocrate) converti aux valeurs du social-libéralisme économique, ou plus largement à l'économie de marché. C'est notamment le cas du blairisme, qui se réclame explicitement de l'école de pensée sociale-libérale.

## Contextes et courants fondateurs

### Le contexte

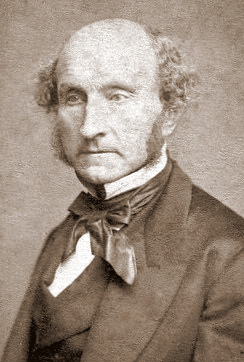
John Stuart Mill (1806-1873), un des précurseurs du social-libéralisme. C'est l'un des premiers à passer de la notion d'individu à celle d'individualité.

#### Le contexte politique
Au début du XIXe siècle, le libéralisme est la force politique et intellectuelle dominante en Europe. En Angleterre, le Parti libéral naît en 1839 de la réunion de l'ancien parti Whigs et des radicaux, disciples de Jeremy Bentham et de l'utilitarisme. Il est l'un des deux grands partis anglais, avec les Tories, jusqu'en 1922. Sociologiquement il est très marqué par la petite bourgeoisie industrieuse radicale. Sous son influence, Richard Cobden et l'École de Manchester finissent par obtenir l'abrogation des Corn Laws le 16 mai 1846 et la conversion de l'Angleterre au libre-échange. Si, aux États-Unis, un consensus libéral s'établit après la guerre de Sécession, sur le continent européen, le libéralisme reflue tant en France qu'en Allemagne après les révolutions de 1848. Le philosophe et économiste John Stuart Mill, tenant de l'école classique, s'éloigne quant à lui des stricts dogmes du libéralisme économique classique : son intérêt pour le saint-simonisme, dont l'idée de l'égalité des sexes et la critique des « doctrines communes du libéralisme » lui semblent « regorger de vérités premières », et plus généralement pour les idées socialistes, l'amènent à théoriser un nouvel État social qui permettrait d'unir la plus grande liberté d'action individuelle avec « une propriété commune des matières premières du globe » et « une participation égale de tous aux profits de l'association du travail ». Les travaux de Mill, marqué favorablement par la révolution française de février 1848, témoignent de la constance de son intérêt pour le socialisme, alors pourtant la doctrine ennemie du libéralisme.
Sur le plan politique, peu à peu, sous la pression des disciples libéraux de Bentham et de l'utilitarisme (appelé aussi par Élie Halévy le radicalisme philosophique), le suffrage universel gagne du terrain, ce qui ne va pas sans poser de nouveaux problèmes. En Angleterre, les libéraux qui représentaient l'aile gauche mais qui, sociologiquement, appartenaient à la bourgeoisie, voient leur influence diminuer avec l'arrivée du suffrage universel pour les hommes et la constitution d'un prolétariat salarié. Leur position est d'autant plus précaire que, parallèlement, émerge également une idéologie concurrente, le socialisme. Tout cela entraîne, tant chez John Stuart Mill que chez Alexis de Tocqueville, la peur d'une « tyrannie de la majorité ».
Malgré tout, les nouveaux libéraux qui vont constituer le social-libéralisme vont opter, à la suite de Bentham et du radicalisme philosophique, pour la démocratie. Mais ils vont mettre l'accent sur deux points : la mise en place de systèmes d'éducation afin que le peuple se comporte le plus rationnellement possible et, non sans lien avec ce qui précède, ils vont donner une place importante aux experts. Catherine Audard note que la démocratie n'est plus conçue « comme le pouvoir du peuple, mais comme le régime qui met le pouvoir et le savoir au service du peuple et de son bien-être ».

#### Le contexte économique et social
Sur le plan économique, de 1870 à 1920, la seconde révolution industrielle entraîne la constitution de très grandes entreprises qui n'entrent plus dans le cadre de la concurrence pure et parfaite. Cela amène les économistes et les juristes de cette mouvance à étudier comment réguler cette concurrence « faussée ». John Atkinson Hobson étudie les rentes de monopole, tandis qu'aux États-Unis les économistes et les juristes, tel Louis Brandeis, introduisent les premières législations visant à réguler la concurrence.
Au niveau international, le Royaume-Uni, qui a été la puissance dominante tant politiquement qu'économiquement au XIXe siècle, est de plus en plus sur la défensive au point de vue économique face à la montée en puissance des nouveaux pays industriels que sont alors l'Allemagne, les États-Unis et le Japon, ce qui fait surgir une tentation protectionniste se traduisant par la tentation de se replier sur l'Empire. Les deux principaux concepteurs du nouveau libéralisme, Leonard Trelawny Hobhouse et John Atkinson Hobson, sont des militants farouches de l'anti-impérialisme et du libre-échange pour des raisons peut-être plus morales et politiques qu'économiques et, pour eux, ces deux points revêtent une importance au moins aussi grande que la question sociale.
De façon plus générale à la fin du XIXe siècle pour Catherine Audard « les valeurs du libéralisme éthique et politique vont [...] entrer en conflit avec les effets du capitalisme » et une question lancinante hante les sociaux libéraux que Hobhouse dans Liberalism, publié en 1911 formule ainsi : « Le libéralisme est-il seulement un principe destructif, un instrument de contestation ou est-il possible qu'il soit également constructif, qu'il puisse en quelque sorte instituer une société libérale ? ». L'idéologie sociale-libérale sera lente à apporter une réponse à cette question. En 1937, 26 ans après Hobhouse, Walter Lippmann dans Cité libre se pose exactement la même question. En fait, même si le social-libéralisme marque les lois sociales instaurées dès l'avant-Première Guerre mondiale tant en France qu'en Angleterre, il ne sera réellement dominant que de la Seconde Guerre mondiale à la fin des années soixante-dix.

### Le nouveau libéralisme anglais: d'Oxford à Cambridge

#### Le nouveau libéralisme et Oxford

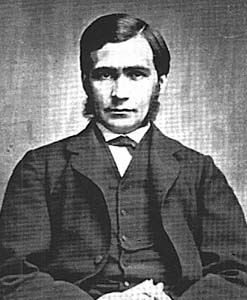
Thomas Hill Green est un philosophe formé à Oxford qui a très fortement influencé le social-libéralisme, notamment dans ce qui en constitue le cœur : l'éthique, les interactions entre l'individu et la société, la notion de bien commun, la méfiance envers la liberté des contrats quand il y a un déséquilibre manifeste entre les parties contractantes.

Le nouveau libéralisme se construit entre 1886 et la guerre de 1914-1918, et va inspirer les grandes réformes sociales anglaises des années 1905–1914. Il émerge au moment où le Parti libéral anglais est doublement divisé : entre impérialistes et anti-impérialistes d'une part et entre partisans et opposants aux réformes sociales d'autre part. Pour Michael Freeden, la fin du Parti libéral ne peut pas être attribuée à la faiblesse intellectuelle du nouveau libéralisme. Au contraire, avec le recul, au niveau intellectuel c'est lui qui a gagné haut la main sur les idéologies concurrentes. Le déclin et la fin du Parti libéral a permis que le social-libéralisme soit un mouvement d'idées, pas l'idéologie officielle d'un parti.
Le nouveau libéralisme (New Liberalism) n'a été étudié que tardivement, vers la fin des années 1970. Un des obstacles à cette étude a été le manque d'un ou deux grands auteurs et, pour les historiens, l'obligation d'étudier un mouvement dans lequel la pensée s'est élaborée de façon relativement collective. Freeden, un des historiens qui a travaillé sur ce sujet, écrit à ce propos : « l'obsession non justifiée envers les « Grands Hommes » peut, dans le domaine de la pensée politique, obscurcir la possibilité de retracer les cheminements idéologiques à l'intérieur d'un groupe d'intellectuels capables de former l'opinion et qui collectivement ont repensé les problèmes de façon terre-à-terre et concrète plutôt que philosophique et abstraite. » Malgré tout, selon lui, deux points peuvent être soulignés. Tout d'abord, le nouveau libéralisme est profondément lié à l'université d'Oxford. Deux de ses grands précurseurs, Thomas Hill Green et Arnold Toynbee, ont été formés à Oxford, où ils ont également enseigné. Par ailleurs, les plus connus des fondateurs du nouveau libéralisme, Leonard Trelawny Hobhouse, John Atkinson Hobson et Herbert Samuel, ont eux aussi faits leurs études à Oxford. Second point notable, leurs principaux instruments d'influence et de création ont été la presse, les revues et les cercles de réflexion, tels que le Rainbow Circle, les sociétés éthiques et les groupes opérant en marge du parti libéral ou encore des mouvements sociaux comme le Settlement movement.

Herbert Samuel est l'un de ceux qui ont forgé l'expression « nouveau libéralisme ».

Selon Hobson, deux revues ont joué un rôle important. D'abord de 1896 à 1898, la Progressive Review est un vecteur important pour le mouvement naissant. L'expression de « Nouveau libéralisme » y a été forgée notamment par Herbert Samuel qui trouve qu'elle définit correctement le but de la revue. Pour Hobson, « Ce « Nouveau » libéralisme différait de l'ancien en ce qu'il envisageait plus clairement le besoin d'importantes réformes économiques, dans le but de donner une signification positive à l'« égalité » qui figure dans la triade démocratique de « liberté égalité et fraternité » »,. « Mais bien que « les citoyens comme un corps » doivent utiliser l'État comme le principal instrument politique pour la promotion du « bien social », la ligne éditoriale de la revue était très sensible des dangers d'un État puissant, pris comme un instrument d'absolu contrôle et débouchant sur la « raison d'État » comme un principe de politique au-dessus des lois ». S'ils ont été sensibles à l'idée de lois sociales allemandes, politiquement, plus on se rapproche de la Première Guerre mondiale et plus ils se méfient de la tradition étatiste allemande dans laquelle ils voient une résurgence des thèses de Machiavel. Par ailleurs, cette revue est sensible au fait que le progrès n'est alors pas seulement politico-économique mais également culturel. Une autre revue importante est l'hebdomadaire Nation paru de 1906 à 1920. Selon Hobson, les éditeurs H. W. Massigham et Richard Cross « donnèrent à nos écrits (les siens et ceux de L. T. Hobhouse, H. W. Nevinson, F. W. Hirst, C. F. G. Masterman, J. L. Hammond et W. D. Morrison) un certain degré de consistance qui fit que la Nation eut une réelle influence sur la nouvelle tendance du libéralisme ». Fin 1922, John Maynard Keynes rachète la revue et lui donne un ton moins oxfordien et plus cambridgien.

Blason de l'université d'Oxford dont sont issus les fondateurs du nouveau libéralisme.

Les sociaux-libéraux sont parvenus à bâtir une idéologie libérale cohérente couvrant l'ensemble de la condition humaine et qui transforme, sur certains points significatifs, le libéralisme classique. Tout d'abord, au cœur du nouveau libéralisme, il y a, comme Élie Halévy l'a noté, une influence de l'évangélisme ou peut-être plutôt d'une laïcisation de l'évangélisme alors à la mode durant leur scolarité à l'université d'Oxford (sous l'influence du Balliol College de Benjamin Jowett), jointe à des éléments de l'éthique positiviste. De Thomas Hill Green d'Oxford, ils reprennent la conception organique de la société. Du darwinisme, fort en vogue à cette époque, ils retiennent l'idée d'évolution, d'adaptation à l'environnement, ce qui les amènent à rejeter le côté ahistorique de l'utilitarisme tout en restant marqués par ce dernier, dont ils retiennent la notion même d'utilité en l'élargissant à la sphère sociale. Par ailleurs, à la suite de John Stuart Mill, ce qui devient central chez eux, ce n'est pas l'individu mais l'individualité, c'est-à-dire la personne vue dans son ensemble et dans son lien à la société.
La question qui se pose alors devant la diversité des libéralismes est de savoir qui peut se déclarer libéral. Pour Michael Freeden, les nouveaux libéraux sont incontestablement libéraux car ils retiennent les principaux postulats du libéralisme anglais tels qu'ils ont été énoncés sur la période qui va de John Locke à la jeunesse de John Stuart Mill : « la croyance dans la raison [...] une foi dans la perfectibilité de l'homme [...] la notion de liberté empirique [...] un intérêt pour la société vue comme un tout [...] » et surtout la conception « du libéralisme comme une « foi », une « attitude mentale » une « affaire d'esprit », d'« attitude intellectuelle » et de « tempérament moral » plus que comme une croyance, une doctrine ou un programme défini à prescrire ». S'ils s'en éloignent, pour lui, c'est seulement sur les débats secondaires : les droits naturels, l'idée de propriété privée comme expression de la valeur de l'homme et le laissez-faire économique.

#### Keynes, Cambridge et le nouveau libéralisme

Blason de l'université de Cambridge où ont enseigné Alfred Marshall et John Maynard Keynes.

Des études récentes ont insisté sur la proximité de deux économistes de l'université de Cambridge, Alfred Marshall et John Maynard Keynes, avec le nouveau libéralisme. Pour Jean-Pierre Potier, plusieurs points rapprochent Marshall des nouveaux libéraux : l'idée d'évolution en économie, un intérêt pour la question sociale, l'importance donnée à l'État et aux collectivités locales dans la gestion des transports publics, de l'eau, du gaz et de l'électricité, son appui au système d'impôt progressif sur le revenu créé en Angleterre en 1909 par David Lloyd George, son intérêt pour un système d'assurances sociales enfin.
Mais John Maynard Keynes est l'économiste de Cambridge qui marque le plus le social-libéralisme. Alors que deux des principaux fondateurs du nouveau libéralisme, Leonard Trelawny Hobhouse et John Atkinson Hobson, estiment au début des années 1920 que le mieux pour faire avancer leurs idées est de se rapprocher du Parti travailliste, lui au contraire, s'implique alors dans la vie du parti libéral anglais en participant aux Liberal Summer Schools destinés à lui insuffler de nouvelles idées ; il reprend en 1923 la direction de The Nation, la revue des nouveaux libéraux, provoquant le départ de l'ancienne équipe de rédaction ainsi qu'un changement éditorial. Le ton devient moins « hobsonnien » et plus « Cambridge », plus focalisé sur la production et moins sur la qualité de la vie. Pour Freeden, la stratégie travailliste des deux fondateurs a une forte cohérence car « Les membres du parti travailliste qui étaient (sur le plan idéologique) des libéraux de gauche n'avaient pas conscience ou ne voulaient pas dire leur affinité avec le libéralisme ». C'est une des raisons pour lesquelles ce chercheur a tendance à considérer Keynes comme un libéral plus centriste que Hobson ou Hobhouse. Michael Freeden, Catherine Audard et Gilles Dostaler insistent à la fois sur la continuité entre Keynes et les nouveaux libéraux (évolutionnisme, refus du laissez-faire, tendance altruiste chez l'homme, lien entre organisation et raison), et sur au moins trois différences sensibles : d'une part, un élitisme qui rapproche plus John Maynard Keynes de Herbert George Wells que des nouveaux libéraux qui insistent sur une éthique de la participation de tous aux décisions, d'autre part, un plus fort souci envers la régulation macroéconomique qu'envers la redistribution, enfin, une vision plus technique et moins politique de l'économie.

### Le libéralisme républicain en France
« L'influence sur l'identité politique française » de ce courant a été plus limitée que ne l'ont été le nouveau libéralisme anglais ou le libéralisme progressif aux États-Unis. Parmi les penseurs de la première génération, peuvent être cités : Charles Renouvier (1815-1903), Alfred Fouillée (1838-1912), Léon Bourgeois (1851-1925) ou Émile Durkheim (1858-1917). Ces penseurs présentent des points communs avec le nouveau libéralisme anglais : influence de Kant et de Hegel (Catherine Audard voit chez Fouillée « une analogie avec T. H. Green et sa tentative de conciliation entre l'idéalisme de Kant et de Hegel » et un lien de réciprocité entre l'individu et la société que Bourgeois appelle la « solidarité). Si l'on se tourne vers les économistes, l'idée de solidarité est également présente chez Charles Gide et Charles Rist. Mais ce courant a aussi des liens avec d'autres champs du savoir académique : sur le plan sociologique notamment dans l'œuvre de Durkheim et sur le plan juridique chez Léon Duguit et Gaston Jèze.

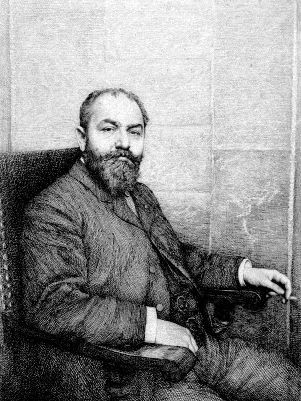
Portrait de Léon Bourgeois paru dans L'Artiste en 1897.

Si l'influence de ce courant est assez courte (elle cesse pratiquement avec le virage à droite du Parti radical en 1910), il a cependant profondément marqué les structures sociales bâties par la Troisième République française, et les réformes sociales d'avant la Première Guerre mondiale intervenues au moment où le solidarisme est la doctrine sociale du Parti radical. Si la seconde génération formée notamment de Célestin Bouglé et d'Élie Halévy a peu de poids politique, elle a une certaine influence sur le plan intellectuel. La troisième génération, avec Robert Marjolin, un économiste qui a été l'adjoint de Jean Monnet au Plan et qui a eu des responsabilités dans des organisations supranationales (Organisation européenne de coopération économique et commissaire européen), est également influencée par l'approche économique développée dans la lignée des travaux des nouveaux libéraux et des libéraux progressistes américains.

### Le libéralisme progressiste aux États-Unis

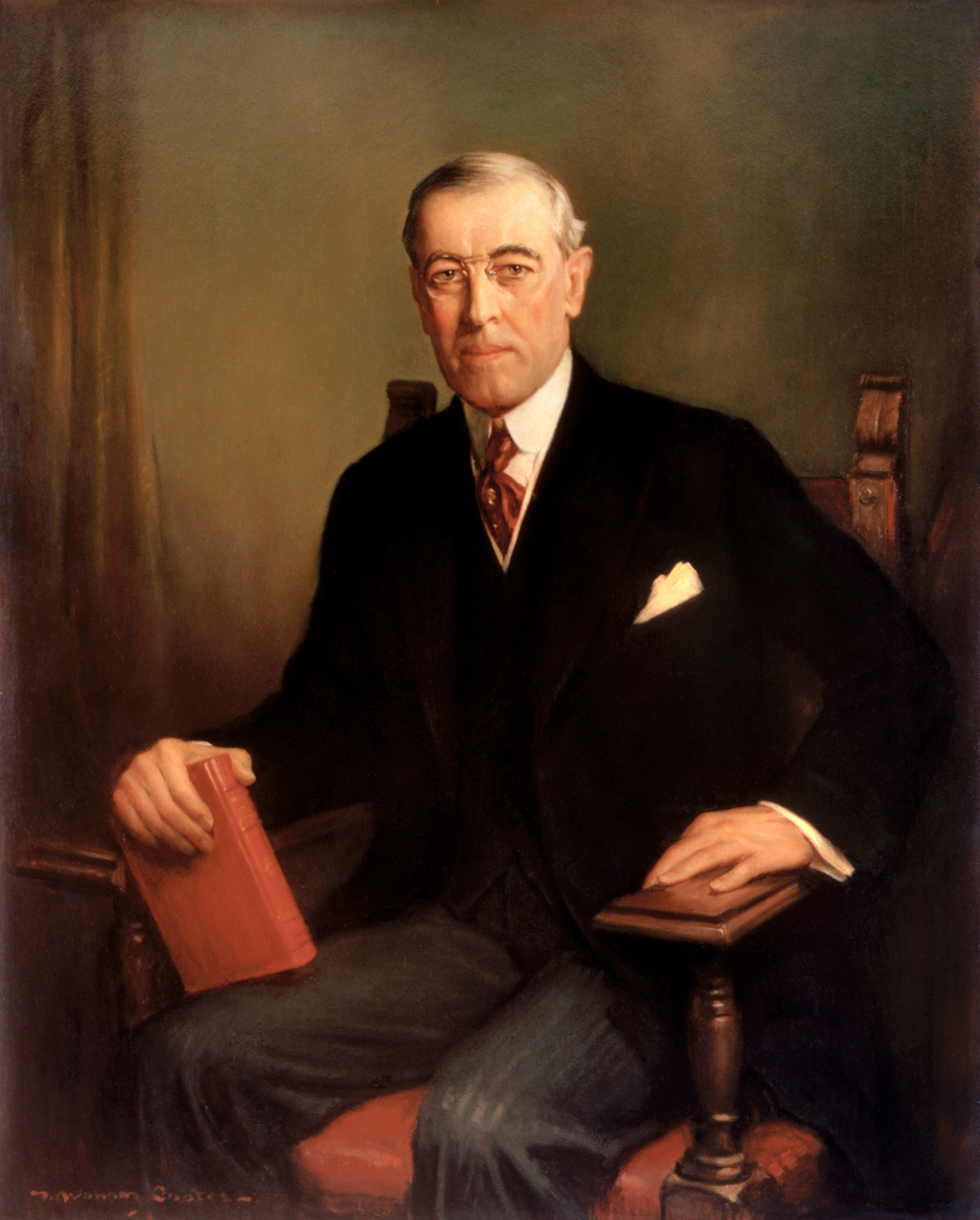
Woodrow Wilson, une grande figure du social-libéralisme tant sur le plan intellectuel (il était professeur à Princeton) que politique (président des États-Unis de 1913 à 1921).

Selon Catherine Audard, « le « nouveau » libéralisme y a des racines beaucoup plus anciennes qu'en Angleterre ou en France », qui sont à trouver notamment dans le mouvement abolitionniste. Si la fin de la guerre de Sécession voit l'instauration dans ce pays d'un consensus libéral, à la fin du XIXe siècle, une très forte opposition existe entre des juristes tels Louis Brandeis d'inspiration social-libérale et la Cour suprême des États-Unis sur la question de la concurrence et sur les lois sociales. La Cour suprême invalidant toute mesure sociale prise par les États et s'en tenant à une concurrence de laissez-faire.
À cette époque l'idéologie social-libérale est très liée au progressisme, même si tout progressisme n'est pas libéral comme en témoigne l'opposition en 1912 entre deux programmes progressistes : le New Freedom, programme libéral, de Woodrow Wilson et de son conseiller Louis Brandeis et le Nouveau nationalisme, plus dirigiste, de Théodore Roosevelt et d'Herbert Croly. La différence entre les deux programmes est du même type que celle que Leonard Trelawny Hobhouse voit entre le nouveau libéralisme et la Fabian Society : d'un côté une approche qui privilégie pour des raisons morales la participation de tous à la prise de décision et l'autre beaucoup plus basée sur la relation descendante entre dirigeants et dirigés. Arthur Schlesinger note à ce propos que « Croly se préoccupait du moral de la nation et Brandeis de la moralité de l'individu ». Woodrow Wilson est également proche des nouveaux libéraux par son refus du machiavélisme dans les relations internationales comme en témoignent ses quatorze points ainsi que sa détermination à créer la Société des Nations.
De façon générale, il existe des liens entre les deux côtés de l'Atlantique. Les participants à la revue New Republic qui est un temps la revue du progressisme américain accueille des auteurs tant anglais qu'américains. Les frontières entre les proches de Théodore Roosevelt et Woodrow Wilson ne sont pas plus imperméables que celles entre la Fabian Society et le nouveau libéralisme. Walter Lippmann, par exemple, est au départ proche d'Herbert Croly et de la Fabian Society avant de se rapprocher de Wilson et de la tendance nouveau libéraliste. Il lui reste, malgré tout, un aspect proche de la Fabian Society qui apparait dans son débat sur l'opinion publique avec John Dewey, un philosophe dont la pensée, tout comme celle de William James, marque profondément le libéralisme progressiste américain.
Concernant le courant américain deux points peuvent encore être signalés. En 1911, la même année où Hobhouse publie son livre Liberalism, Pound, qui partage avec Thomas Hill Green une méfiance envers la liberté des contrats lorsque les rapports entre les parties sont asymétriques, lance la Sociological Jurisprudence qui vise à adapter la législation à la nouvelle donne sociale et économique de la période. Enfin, 
concernant le nom (nous avons vu que plusieurs courants se disputent l'usage du mot libéralisme) il en est résulté qu'aux États-Unis le mot Liberalism équivaut à social-libéralisme en français.

## Grands traits du social-libéralisme classique

### Le cœur du social-libéralisme
Pour Leonard Trelawny Hobhouse, « Le cœur du libéralisme est la compréhension que le progrès n'est pas une question de combinaison mécanique, mais de libération de l'énergie spirituelle vivante. Le bon mécanisme est celui qui peut apporter des canaux par lesquels cette énergie peut s'écouler sans entrave, sans être bloquée par sa propre exubérance de sortie, vivifiant la structure sociale, accroissant et ennoblissant la vie de l'esprit ». Cette conception éthique, non matérialiste, qui sous-tend sa vision de l'être humain en tant qu'individualité, jointe avec une approche qui insiste sur l'interaction entre l'individualité et la société, constitue le cœur du social-libéralisme. C'est cela qui le distingue à la fois du socialisme, notamment du socialisme de la Fabian Society et d'autres types de progressismes. On trouve cette attitude non seulement chez Hobhouse, mais également aux États-Unis chez Louis Brandeis et, en France, peut-être de façon plus atténuée, chez Alfred Fouillée.

#### L'éthique
Pour Herbert Samuel le « tronc de l'arbre du libéralisme [..est...] enraciné dans le sol de l'éthique ». Cela le conduit à penser l'être humain dans toutes ses dimensions et à ne pas se limiter à la dimension extérieure et matérielle mais à aborder aussi la dimension intérieure, éthique et spirituelle. C'est cette volonté de tenir compte de la dimension intérieure, notamment dans les relations de pouvoir, qui distingue le social-libéralisme des autres progressismes, par exemple celui de la Fabian Society. Sur le plan politique cela entraîne, comme le souligne Hobhouse, ses grands hommes tels William Ewart Gladstone ou plus tard Woodrow Wilson à adopter des attitudes morales et à récuser la raison d'État affranchie de la morale ou de l'éthique.

#### La vérité

« Vérité », le blason de l'université Harvard. De nombreux sociaux-libéraux y ont été formés ou y ont été enseignants : Franklin Delano Roosevelt, Walter Lippmann, John Rawls et Amartya Sen.

La notion de « vérité » est profondément ancrée dans l'éthique du social-libéralisme qui, sur ce point, suit John Stuart Mill qui en faisait la fin première du libéralisme. La recherche de la vérité surplombe leur approche méthodologique tant dans le domaine économique que politique. Si Hobhouse récuse le relativisme, il développe toutefois une approche ouverte et non dogmatique de la vérité dont il trace l'esprit dans une phrase où il se réfère à Gamaliel l'Ancien, un des maîtres de l'apôtre Paul : si une chose « est de l'homme, i.e, si elle n'est pas enracinée dans la vérité, elle n'aboutira à rien. Si elle vient de Dieu, prenons garde de ne pas nous trouver à combattre contre Dieu ». Par ailleurs, pour Hobhouse, la recherche de la vérité est un bien en lui-même (« il y a un élément de valeur positive dans l'erreur honnête qui la place au-dessus de la vérité acceptée mécaniquement »). Cela, joint à l'emphase mise sur la vie intérieure, conduit à affirmer qu'on ne peut pas imposer la vérité de l'extérieur mais qu'au contraire il faut faire participer les autres à sa découverte. Cette idée marque profondément leur approche de la politique. Hobhouse croit bon de préciser que la « vérité doit être communiquée aux autres non pas par des moyens matériels mais par des moyens spirituels » et que l'emploi de la contrainte ou de l'arme des avantages terrestres « ne détruisent pas seulement les fruits mais les racines mêmes de la vérité qui germent dans l'âme humaine ».
Enfin, pour eux, la recherche de la vérité n'est pas de nature abstraite. Elle est inductive, résultat d'une confrontation avec les faits même lorsqu'ils sont « durs » (« hard facts ») et d'une volonté de voir la réalité en face.

#### L'individu être social et le social-libéralisme
Dans le social-libéralisme, l'individu et la société interagissent. Hobhouse, partant de Thomas Hill Green, développe la métaphore organique. Toutefois, pour éviter les confusions sur le mot, il précise qu'« une chose est appelée organique quand elle est faite de parties qui sont tout à fait distinctes les unes des autres, mais qui sont détruites ou vitalement altérées quand elles sont enlevées de l'ensemble ». Les libéraux républicains en France préfèrent éviter cette métaphore aux réminiscences pauliniennes qui risquait d'être interprétée soit de façon très conservatrice soit de façon très marxiste. Aussi, pour nommer cette interaction entre la société et l'individu, ils préfèrent utiliser le mot « solidarité », encore qu'ils n'évitent par toujours le mot « organe ». Sur ce point, il convient de noter une différence entre John Atkinson Hobson, qui a une approche plus organique, plus holiste, qui préfère dans les années 1920 parler de « socialisme libéral », et Leonard Trelawny Hobhouse, qui a une vision plus libérale, plus fondée sur la personnalité et qui parle lui de « social-libéralisme ». On retrouve des idées similaires chez John Dewey.
Pour expliquer comment, dans une telle société, les êtres humains peuvent arriver à penser qu'ils doivent aussi tenir compte des conséquences de leurs actes sur les autres, Hobhouse introduit la notion de « spectateur impartial » qui vient rappeler de l'intérieur même de l'être humain cette exigence. Le spectateur impartial est un élément clé du livre d'Adam Smith, la Théorie des sentiments moraux auquel il fait référence implicitement. Dans le social-libéralisme, il n'y a pas une harmonie naturelle comme dans le libéralisme classique, qu'on peut atteindre par « la prudence et la froideur de jugement » mais « seulement […] une possibilité d'harmonie éthique que, en partie par la discipline, en partie par l'amélioration des conditions de vie, les hommes peuvent atteindre, et c'est dans cette réalisation que réside l'idéal social ». Ici, il y a une influence de Hegel, notamment de la Phénoménologie de l'esprit dans lequel « la réalité sociale est une réalité éthique à laquelle l'esprit (Geist), individuel et collectif, collabore ». Pour lui donc, pour arriver à l'harmonie, il convient d'arriver à définir le bien commun, ce sera le travail de la démocratie, mais il faut également que les individualités puissent atteindre leur propre bien, ce qui amène à étudier le lien entre liberté et individualité.

#### Liberté et individualité
Dans le libéralisme classique, la liberté résulte essentiellement d'une absence de contrainte. Le nouveau libéralisme à la suite de John Stuart Mill ne se focalise pas sur l'individu mais sur l'individualité, sur l'être social. Ce qui devient important, ce n'est pas seulement la liberté de choisir, c'est aussi la possibilité de se réaliser. Pour ce faire une absence de contrainte n'est pas suffisante, il faut aussi que l'individu bénéficie de droits sociaux lui permettant de réaliser son potentiel. C'est ainsi que l'on passe de l'idée d'égalité des droits à celle d'égalité des opportunités. Plus tard, Amartya Sen parle de capabilité.

### La question sociale et l'État

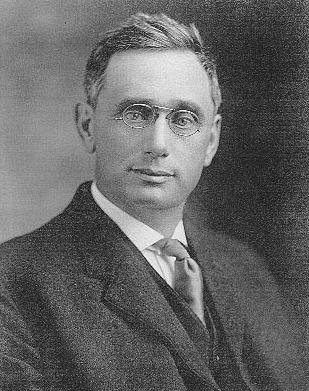
Louis Brandeis (vers 1900), un des grands juristes du social-libéralisme.

L'État doit éviter que les personnes exercent des contraintes les unes sur les autres. Par exemple, il doit éviter que certains n'usent de leurs pouvoirs en obligeant l'autre partie à signer des contrats très déséquilibrés. Mais l'État doit également intervenir pour assurer des droits sociaux tels que les retraites ou les assurances sociales. Par ailleurs, l'État doit veiller sur la machinerie économique. En effet, un individu seul n'est pas en mesure de procéder aux réglages des structures économiques qui permettent, par exemple, à un individu normal de pourvoir à ses besoins. Hobhouse, prenant appui sur des études réalisées par Booth à Londres et par Rowentree à York, considère qu'en Angleterre, alors, de très nombreuses personnes ne pouvaient pas vivre décemment et que, pour remédier à cette situation, l'État seul avait les moyens de procéder aux ajustements structurels nécessaires.
Il existe aussi une conception de l'État que Leonard Trelawny Hobhouse appelle la « théorie métaphysique de l'État », et qui n'est pas la leur. La leur, à la façon d'A.V. Dicey tourne plutôt autour de l'État de droit ou Rule of Law. En France, des juristes comme Léon Duguit ou Gaston Jèze ont développé des théories assez proches, mais leur influence a été plutôt limitée. Aux États-Unis, tant Woodrow Wilson que Franklin Delano Roosevelt ont renforcé le poids du gouvernement fédéral de sorte que le mot « libéralisme » est souvent associé à l'idée de Big Government. Malgré tout, ils ne sont pas tombés dans la conception métaphysique de l'État grâce notamment aux juristes proches du social-libéralisme, tels Louis Brandeis ou Roscoe Pound. Arthur Schlesinger, parlant de Cordell Hull qui fut ministre des affaires étrangères pendant presque toute la durée de la présidence de Franklin Delano Roosevelt, écrit « il voyait d'un mauvais œil la théorie de gouvernement de Théodore Roosevelt, envisageant l'Etat comme un mécanisme régulateur, et, à ses yeux, le wilsonisme était l'occasion de faire de l'État l'instrument de l'égalisation des chances ».

### Social-libéralisme et démocratie

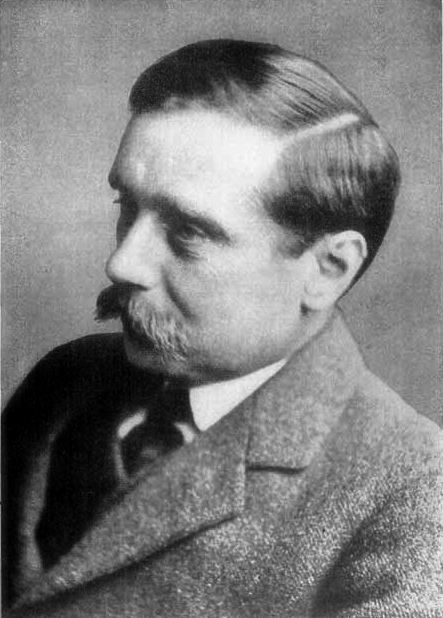
Herbert George Wells a développé dans son livre Modern Utopia de 1905, écrit lors de sa période à la Fabian Society, l'idée d'une république platonicienne dirigée par des samouraïs. Le social-libéralisme avec Hobhouse s'oppose fortement à cette notion qui peut néanmoins être une source de tentation pour certains de ses membres.

La démocratie est pour eux la base nécessaire de l'idée libérale. En effet, le cœur de leur pensée requiert de déterminer le bien commun et pour ce faire, leur éthique et leur conception de la vérité implique de faire participer tout le monde à la détermination de ce bien. Toutefois, comme ils sont pragmatiques, ils vont se poser la question de savoir comment faire si une volonté commune ne se dégage pas. Comme ce ne sont pas des métaphysiciens, ils ne vont pas se lancer dans des raisonnements hautement abstraits pour montrer qu'elle doit exister forcément. Ils vont plutôt dire qu'il faut que ceux qui ont le sens des valeurs sociales essayent de former une opinion publique. Il y a ici comme l'annonce du livre de Walter Lippmann Public opinion. Toutefois, cette idée d'une sorte d'« avant-garde » éclairant le peuple, pourrait amener à l'idée de la Fabian Society, qui prône un gouvernement d'experts. Ce n'est pas le cas. En effet, en conformité avec leur éthique exposée plus haut, il faut malgré tout faire en sorte qu'il y ait une participation des citoyens. Hobhouse écrit à ce propos que « l'individu contribue à la volonté sociale à des degrés divers, car la thèse démocratique est que la formation d'une telle volonté, que l'extension de l'intérêt intelligent à tous les aspects des choses publiques est en lui-même un bien, et plus que cela, c'est la condition permettant d'autres bonnes choses ». L'idée d'Hobhouse est que les personnes soucieuses du bien commun doivent bâtir des « philosophies » en partant de l'étude des faits. Celles-ci doivent à la fois être capables de donner des pistes pour résoudre les problèmes, s'adresser à l'âme humaine et nourrir des débats ouvrant la voie à la détermination du bien commun.

### Social-libéralisme et socialisme
Le social-libéralisme se distingue, au XIXe siècle, des autres courants de pensée libéraux en s'ouvrant aux idées socialistes. Dans les années 1830, l'intérêt de John Stuart Mill l'amène à s'éloigner du libéralisme économique classique : il prône dès lors une société dans laquelle le progrès économique ne serait pas une fin en soi et qui viserait la justice sociale via une équitable répartition des richesses et du travail, ainsi qu'une organisation autogestionnaire des travailleurs qui prendraient eux-mêmes en charge leur destin au sein de coopératives. Par la suite, le « socialisme libéral » fait partie des concepts utilisés par Hobhouse, qui considère que la « défense des droits économiques de l'individu » justifie une « organisation socialiste de l'industrie ». Mais il s'agit là d'un socialisme sans lien avec sa version marxiste alors dominante en Europe continentale : Hobhouse établit en effet une distinction entre un socialisme libéral (Liberal socialism) et un socialisme « illibéral ». Le second, hostile à l'initiative et à la propriété privée, a deux formes : un « socialisme mécanique » fondé sur une version déterministe de l'économie et un « socialisme officiel » qui confie tout le pouvoir à un État central dirigé par une avant-garde. Le « socialisme libéral » tel que le conçoit Hobhouse est au contraire démocratique et respecte les initiatives venues d'en bas, ainsi que le développement personnel de chacun. Selon cette conception, tout individu a droit à une protection sociale, ce qui suppose l'accès de chacun au « fonds commun » (common stock) et par conséquent une forte redistribution. Il convient cependant d'éviter que la redistribution ne décourage l'initiative individuelle, qui est la source de la prospérité. La question clé est donc celle de l'héritage : la richesse acquise par l'effort individuel doit être distinguée de celle reçue par héritage, qui peut être fortement taxée. Pour Hobhouse, une large partie de la richesse produite doit revenir à la société en ce qu'elle n'est pas uniquement le produit d'une initiative individuelle : en ce sens, l'impôt n'est pas une spoliation. La redistribution, permise par un impôt direct fortement progressif, permet au libéralisme de se renouveler face au défi de la solidarité. Si le social-libéralisme est clairement distinct des autres écoles européennes - très diverses les unes des autres - qui ont employé le terme de socialisme libéral, le philosophe Serge Audier ne les croit pas dénuées de point de contact et relève des influences de la pensée de Mill chez divers auteurs ayant travaillé à la jonction des valeurs de solidarité, d'égalité et de liberté.

### L'économie
C'est sur ce point que le social-libéralisme a reçu la plus forte opposition pour des raisons à la fois idéologiques et d'intérêts particuliers. Il a dû affronter une part des industriels qui en Angleterre ont quitté le Parti libéral pour le Parti conservateur. Par ailleurs, sur un sujet à cheval sur la politique et l'économie, ils contribuèrent avant 1914 à l’instauration de l'impôt sur le revenu.

#### Régulation des marchés et concurrence
Si l'idée de régulation des marchés et de surveillance de la concurrence est présente chez les sociaux-libéraux anglais, c'est surtout l'école américaine qui la mettra au premier plan. Hobson développe la notion de « rente comprise » non plus simplement comme rente de la terre comme dans le cas de l'école classique mais comme rente liée à une concurrence faussée liée soit au jeu des acteurs économiques soit à l'interaction entre politiques et agents économiques qui va conduire à l'adoption de mesures administratives ou législatives qui faussent le jeu de la concurrence au profit de quelques-uns. C'est dans ce cadre que John Atkinson Hobson analyse l'impérialisme au début XXe siècle.
Toutefois, c'est aux États-Unis que l'étude de la concurrence va le plus occuper les sociaux-libéraux. En effet, à la fin du XIXe siècle ce pays connaît un très fort regroupement d'entreprises avec la constitution de grands oligopoles tandis que les juges de la Cour suprême des États-Unis refusent d'intervenir considérant que leur mission est de défendre un laissez-faire « à la Herbert Spencer ». Cela va entraîner une réaction à la fois d'économistes et de juristes de tendance sociale-libérale. Concernant les économistes américains, ils ont souvent été formés en Allemagne par des économistes de l'école historique allemande, tels John Bates Clark et Richard T.Ely. Les juristes quant à eux souvent liés à la Harvard School of Law, Louis Brandeis ou Roscoe Pound. Ces économistes et ces juristes portent une double critique sur la situation prévalent alors. D'une part les juges de la Cour suprême ont oublié que les lois ne sont ni des forces aveugles qui s’imposent aux hommes, ni l’incarnation d’une raison naturelle toute puissante, mais qu'elles sont trouvées à travers l’expérience et la raison, entendues comme incluant un effort sur soi et un certain détachement des passions. D'autre part, en lien avec leur vision de la loi, il convient de veiller à ce que les entreprises ne faussent pas la concurrence.
Plus tard, la position de ces juristes sera confortée par les travaux menés par Edward Mason et Joe Bain qu'on associe généralement à l'école structuraliste de Harvard. Dans le modèle « SCP » d’Edward Mason, la structure du marché (« S ») influence le comportement des firmes (« C ») et leurs performances (« P »). En règle générale, les structuralistes ne croient pas qu'il faille laisser le marché se réguler tout seul car pour eux les grandes entreprises ne sont pas forcément les plus efficaces du fait de la théorie de l’inefficience-X. Par ailleurs, ils ne croient pas que le libre jeu du marché permette seul de remettre en question les positions dominantes. C'est en partie dans la lignée de ces travaux que John Maurice Clark développe l'idée de workable competition (« concurrence efficace ») qui a une certaine influence sur la façon dont le Traité de Rome conçoit la concurrence.
Concernant la régulation financière et bancaire, si l'on en croit Arthur Schlesinger, « le libéralisme antitrust de l'école Brandeis-Wilson qui voulait libérer l'économie de l'emprise du grand capital... fit passer la loi sur les valeurs mobilières (Securities Act) et le Glass-Steagall Act sur les banques » .

#### Régulation macroéconomique

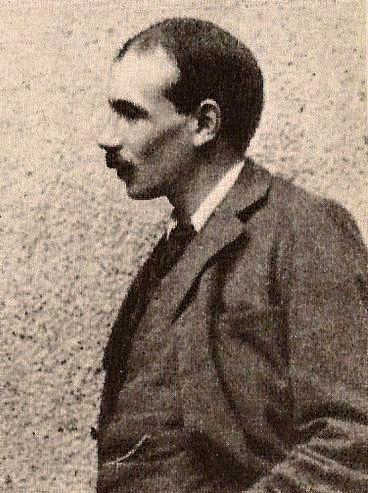
John Maynard Keynes, un des pères de la macroéconomie.

Le nouveau libéralisme va reprendre le combat déjà mené par Thomas Malthus et Jean de Sismondi contre la loi de Say qui en économie peut être vue comme une justification de l'auto-régulation des marchés. Hobson le premier dans un livre écrit en collaboration avec Albert F. Mummery, The Physiologie of Industry, attaque cette loi ce qui brise sa carrière universitaire, tant le dogme est alors ancré chez les économistes. C'est John Maynard Keynes qui réussit là où Hobson et d'autres avant lui ont échoué. Toutefois, la vision de l'économie que le social-libéralisme va adopter avec Keynes est plus technique, plus scientifique, plus indépendante de la politique que celle préconisée par Hobson. Quoi qu'il en soit, la macroéconomie keynésienne, notamment sous sa forme de la synthèse néoclassique, est très largement adoptée par le social-libéralisme.
Une fois le tabou de la loi de Say levé, l'optique keynésienne - et plus généralement celle de l'école de Cambridge - devient dominante en économie et le social-libéralisme, avec des auteurs comme Paul Samuelson ou Robert Solow, contribue à forger ce qui est jusque dans les années 1970 le mainstream (« courant principal ») en science économique. Se pose alors la question de la place du politique et de l'économie. En effet, l'économie prime dans le libéralisme classique grâce à la loi de Say qui rend l'intervention de l'État en économie inutile. Ce tabou levé, le politique aurait pu avoir la prééminence comme dans d'autres courants, ce n'est pas la position retenue. En lien avec la volonté du social-libéralisme de traiter les « faits réels » (« hard facts »), l'économie a une existence autonome par rapport au politique, c'est-à-dire que la science économique n'est pas soumise au politique et vice-versa.

### Relations internationales et société internationale

#### Libre-échange et régulation économique
La question de l'abandon du libre-échange et du retour à un protectionnisme fondé sur l'Empire britannique s'est posé au début XXe siècle. Les nouveaux libéraux se sont prononcés en faveur du libre-échange. Hobhouse a été secrétaire de la Free Trade Union qui défendait le libre-échange. Hobson était sur la même position et, dans le protectionnisme le fondement de la politique impériale anglaise de l'époque à laquelle les nouveaux libéraux étaient farouchement opposés. Sur ce point, les Nouveaux libéraux se différenciaient nettement sur de la Fabian Society. L'opposition des deux penseurs au protectionnisme n'est pas tant d'ordre économique que d'ordre politique et éthique. En effet, pour eux, le protectionnisme favorise les replis sur soi et l'emprise des bureaucraties qui entraînent des tentations militaristes. Or, pour eux, « c'est de l'essence du libéralisme que de s'opposer à l'usage de la force, la mère de toutes les tyrannies ».
S'ils sont favorables au libre-échange, de façon générale, comme économiquement ils ne sont pas pour un libéralisme de laisser-faire, ils vont contribuer à encadrer le libre-échange de façon qu'au niveau international comme au niveau national, la concurrence ne soit pas faussée. Se pose alors la question de la création d'institutions internationales chargées de réguler les relations tant commerciales que politiques. Sur ce point, ce sont des auteurs que l'on peut qualifier de « socio-libéraux » qui vont créer l'étude des relations internationales. Parmi les figures de proue, on peut citer Norman Angell (un ami de Woodrow Wilson) et David Mitrany (un ancien étudiant de Hobhouse et de Graham Wallas à la London School of Economics). La pensée de David Mitrany, le fonctionnalisme, marque non seulement les institutions internationales mais également la démarche des pères fondateurs de l'Union européenne, tels Robert Schuman et Jean Monnet. Pour Mitrany, la régulation de l'économie au niveau national est dangereuse car elle peut conduire à des conflits économiques entre États et menacer ainsi la paix. Aussi, selon lui, il vaut mieux réguler l'économie à un niveau supranational. Comme il est méfiant envers un fédéralisme mondial dont il ne voit pas sur quelle base il serait possible de l'instituer, il va préconiser l'approche fonctionnaliste (c'est-à-dire une régulation par fonction : fonction finance, fonction commerce international, fonction juridique) qu'il considère comme plus réaliste.

#### Le social-libéralisme et la création des institutions internationales

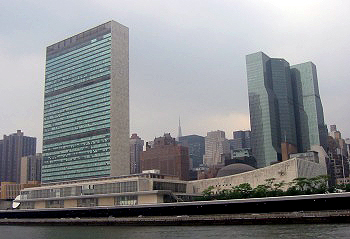
Le siège des Nations unies à New York.

Le social-libéralisme poursuit au niveau international le projet ébauché par Emmanuel Kant de paix perpétuelle et tient pour important de jeter les bases d'une société internationale. Hobson fait partie du Bryce Group, regroupant notamment Lowes Dickinson, et ses amis Graham Wallas et Hobhouse, qui élabore le premier jet de ce qui devient la Société des Nations, dont Woodrow Wilson, de la branche américaine du social-libéralisme, est le principal apôtre. Hobson souligne dès 1915 qu'il manque un volet économique à ce projet et publie à cet effet Towards International Government.
À partir de l'arrivée au pouvoir de Franklin Delano Roosevelt, son secrétaire d’État, Cordell Hull, un libéral très inspiré par William Ewart Gladstone travaille à convertir son pays au libre-échange. Ces deux hommes politiques ont un rôle de premier plan dans la création de l'ONU et des institutions de Bretton Woods. Toutefois, il ne s'agit pas là de retourner à un libre-échange de laissez-faire auquel John Maynard Keynes était opposé mais de réguler de façon ouverte les échanges mondiaux. Donald Markwell note qu'à Bretton Woods, Keynes n'est pas revenu à sa croyance libérale classique d'avant la Première Guerre mondiale mais est devenu un partisan de ce qu'il nomme un « libre-échange conditionnel » (qualified free trade), c'est-à-dire encadré par des lois et des institutions de façon qu'il soit compatible avec le plein emploi et avec des balances de paiements pas trop déséquilibrées.

## Bilan du social-libéralisme classique

### Le social-libéralisme: une idéologie, pas un parti
Pour Michael Freeden, une idéologie sert à permettre aux individus à se repérer dans le monde sociopolitique et à « contrôler le sens et l'usage du langage politique ». Toutefois, si une idéologie fonctionne comme une interface entre producteurs d'idées (les chercheurs) et les consommateurs d'idées (les partis politiques et les citoyens), le processus n'est pas univoque. En effet, il n'y a pas seulement un courant allant des producteurs vers les consommateurs, il y a aussi à la fois un mouvement inverse ainsi qu'une libre adaptation des idées par les consommateurs. Pour Catherine Audard, le libéralisme à partir de 1848 devient principalement une idéologie. Elle note qu'il « se transforme en une force intellectuelle et morale sans commune mesure avec sa représentation politique ». Au début du XXe siècle, les libéraux sont peu présents sur le devant de la scène politique et leur pouvoir est surtout un pouvoir d'influence.
Sur le plan politique, aux États-Unis, le social-libéralisme de style européen a beaucoup de points communs avec ce que les médias américains appellent le « liberalism ». Le libéralisme moderne aux États-Unis est plus communément adopté par des personnes ayant suivi des études supérieures. D'une façon générale, les libéraux représentent environ de 19 à 26 % de la population et près de 46 % de l'électorat démocrate. En général, les libéraux sont plutôt adeptes du soft power et sont fortement en faveur de la protection de l'environnement et des politiques sociales. Sur le plan des questions sociétales, ils sont en faveur de la liberté d'expression, des droits civiques et de la liberté d'avorter.
En Europe, l'idéologie sociale libérale peut être présente de façon plus ou moins influente dans tous les partis modérés. Historiquement, si dans les pays comme la Grande-Bretagne et la Suède, ce sont les sociaux-démocrates qui ont mis en œuvre des politiques d'inspiration social-libérale, en Allemagne de l'Ouest ou en Italie, elles l'ont été par des partis de centre droit, notamment les partis chrétien-démocrates.

### Influence sur la période 1945-1970
Le social-libéralisme et « son idéologie welfariste » sont très influents de 1945 à 1970 et marquent fortement l'ensemble des partis modérés en Europe. Aux États-Unis, le social-libéralisme prédomine à travers ce qui a été appelé le « libéralisme intégré » ainsi que dans la Grande société de Lyndon Johnson.
À travers lui, le libéralisme prend racine en Europe continentale après la Seconde Guerre mondiale. Jusque-là en effet, ces pays étaient dominés par des idéologies de droite ou de gauche hostiles à toute forme de gouvernement libérale. L'Allemagne, en particulier, était profondément anti-libérale depuis sa création par Bismarck. Elle n'adopte des institutions politiques et économiques libérales qu'après la Seconde Guerre mondiale sous la pression des Alliés. Si la plupart des gouvernements d’Europe de l'Ouest ont adopté alors des politiques sociales-libérales et si des théoriciens du libéralisme ont joué un rôle décisif dans leur élaboration, les partis au pouvoir ne se réclamaient pas du social-libéralisme mais mettaient en avant d'autres courants de pensée, tels que le socialisme ou la démocratie chrétienne.

### Critiques et failles du social-libéralisme classique

#### Sur l'aspect redistributif de l'État-providence
Aussi bien John Rawls que Friedrich Hayek critiquent l'aspect redistributif de l'État-providence d'influence sociale-libérale. Ils estiment qu'en réalité la justice sociale s'est transformée en défense des intérêts acquis au détriment des laissés-pour-compte. Hayek, dans son ouvrage Droit législation et Liberté, insiste sur le fait que la justice sociale provoque le jeu des factions, chacune voulant faire valoir ses intérêts pour se procurer des avantages. D'où pour lui, le passage a une démocratie de marché où « les électeurs votent de plus en plus non pas en citoyens responsables, mais selon leurs préférences, se comportent sur le forum politique comme sur le marché ».
John Rawls quant à lui, adresse trois reproches au capitalisme de l'État-providence. Tout d'abord, s'il se soucie de l'égalité des chances, il ne se donne pas les moyens de ses ambitions. Par ailleurs, il tolère des inégalités importantes et « permet à une caste réduite de détenir un quasi-monopole des moyens de production ». Enfin, l'État-providence du social-libéralisme classique a certes cherché à réduire la pauvreté matérielle et à favoriser la consommation mais, ce faisant a versé dans l'économisme sans avoir une vraie conception de la justice sociale.

#### Sur le lien démocratie, expertise, économie
Le social-libéralisme classique insistait sur l'importance morale qu'il y avait de faire participer les hommes à la découverte de la vérité. Cependant, les outils adoptés notamment en économie ont fait la part belle aux experts et le citoyen ordinaire a été très peu consulté. Au niveau macroéconomique, la synthèse néoclassique et, au niveau microéconomique, l'économie du bien-être sont plus des outils destinés aux experts que des outils ayant vocation à « éclairer » les citoyens. Aussi, une double critique a été adressée au social-libéralisme : il rend les citoyens passifs et en fait de simple consommateurs; il a « cédé trop de terrain aux sciences sociales et économiques au lieu de rappeler que son combat est avant tout politique et normatif ».
Sur le plan économique, les économistes sociaux-libéraux et le mainstream en économie se sont plus intéressés au Keynes du « livre 1 », celui qui permet de modéliser l'économie et de conseiller les gouvernements sur les politiques macroéconomiques, qu'au Keynes du « chapitre 12 », celui qui insiste sur l'incertitude dans la prise de décision. Or la « fin du monde » relativement stable de l'après-guerre rend les modèles moins efficaces et conduit à leurs remise en cause tant sur le plan pratique que théorique. Notons que la critique de John Rawls ne porte pas sur le keynésianisme mais sur la théorie du bien-être élaborée par un des adversaires de Keynes : Arthur Cecil Pigou. Cette théorie repose sur l'utilitarisme, c'est-à-dire sur la capacité de calculer, à partir de la notion d'utilité, ce qui peut maximiser le bien-être des individus. Mais, ces calculs reposent sur le comportement d'individus relativement « standards » et conduisent à placer le bonheur économique au centre des préoccupations, ce qui aboutit à une « démocratie de marché ».

#### Droits positifs et contre-pouvoirs
Pour le libéralisme classique, la reconnaissance des « libertés négatives » du citoyen (protéger à la fois les droits de vote, de propriété et d'expression) est suffisante pour assurer les libertés fondamentales de chacun. Au contraire, pour le social-libéralisme, le rôle de l’État est d’assurer aux individus des « droits positifs ». Les sociaux-libéraux avancent que l’absence de droits positifs, tels les accès à la réussite financière, à l'éducation ou à la santé, peut être considérée comme une menace à la liberté. Sur ce point, l'opposition entre les deux courants est assumée. Par contre, l'opposition est beaucoup moins assumée sur la question des « contre-pouvoirs ». Dans la tradition politique du libéralisme, la souveraineté populaire doit être encadrée par un système institutionnel de check and balance qui vient limiter aussi bien les menaces de tyrannie de la majorité que l'action de groupes d'intérêts. Or, les sociaux-libéraux de la période des Trente Glorieuses, trop soucieux de bonheur et d'efficacité, trop respectueux du pouvoir des experts, ont eu tendance à négliger cet aspect.

### Relations internationales
De grandes institutions internationales (FMI, Banque mondiale et GATT) doivent beaucoup au social-libéralisme et aux écoles des relations internationales qui lui sont proches. La vision fonctionnaliste qui émerge derrière ces institutions a été très critiquée par Friedrich Hayek (lauréat du « Prix Nobel » d'économie de 1974), qui se prononce pour une régulation fondée sur des grands principes de droit. Le social-libéralisme classique a été également critiqué pour avoir trop mis sa confiance dans les experts et les technocrates. Il y a effectivement chez David Mitrany une méfiance envers le politique soutenu par l'idée que « le gouvernement par des acteurs politiques entraîne une situation où l'acquisition et l'exercice du pouvoir deviennent prépondérants par rapport à la poursuite du bien commun ».
La fin des taux de change fixe au début des années 1970, suivi de la montée du monétarisme de Milton Friedman change profondément la régulation de l'économie au niveau international et provoque une évolution assez forte des institutions internationales dont les pratiques sont plus marquées par le libéralisme classique avec notamment l'adoption du consensus de Washington. En 1987, Susan Strange publie un livre intitulé Casino Capitalism (Le Capitalisme à la façon d'un casino) dans lequel elle écrit que « cette structure financière obtient de très bons résultats en termes de valeurs américaines d'efficacité et de liberté, et de très mauvais en ce qui concerne la sécurité et la justice distributive ».
En France, c'est plutôt le réalisme qui a prédominé avec, notamment, un auteur comme Raymond Aron. Les seuls Français qui se rattachent au social-libéralisme en matière internationale sont par exemple Jean Monnet, Robert Schuman et Robert Marjolin, autant de personnalités qui ont participé à la construction de l'Union européenne. D'une manière générale, durant la Guerre froide, le monde est dominé par des rapports de force plus favorables au réalisme. Ce n'est qu'à partir des années 1980 que le social-libéralisme connaît un renouveau dans les relations internationales avec l'essor avec l'institutionnalisme néolibéral (qui n'est pas néolibéral au sens qu'on donne au début du XXIe siècle à ce terme).

### Une perte d'influence très sensible à la fin des années 1970
Le social-libéralisme voit son influence politique décliner à la fin des années 1970 non seulement à la suite des critiques évoquées plus haut mais aussi pour des raisons liées aux changements de l'environnement économique qui suivent le premier choc pétrolier. Trois idéologies : le néolibéralisme de l'école autrichienne ou de l'école de Chicago (Milton Friedman) et le libertarianisme (Robert Nozick et Murray Rothbard) vont prendre le relais.
La signification du néolibéralisme a fortement évolué entre le début des années 1960 et la fin des années 1970. Lors du colloque Walter Lippmann, il est employé pour se démarquer du libéralisme manchestérien ou du laissez-faire économique. Malgré les tentatives de certains, le mot « social-libéralisme » n'a pas été retenu et si le mot « néo-libéralisme » a finalement émergé, c'est parce que l'approche retenue à l'époque de la Seconde Guerre mondiale a poussé les différents courants libéraux à ne pas trop insister sur les divergences. Néanmoins l'agenda du libéralisme alors adopté était très proche des préoccupations des sociaux-libéraux et du New Deal de Franklin Delano Roosevelt. Plus tard, deux participants à ce colloque, Alexander Rüstow et Wilhelm Röpke, ont compté parmi les pères fondateurs de l'économie sociale de marché en Allemagne, tandis que d'autres, tel Robert Marjolin, ont pesé sur le libéralisme économique adopté en Europe durant les Trente Glorieuses. À partir des années 1970, le terme néolibéralisme prend un autre sens, et sert pour nommer la politique économique de Ronald Reagan et de Margaret Thatcher.
En tant que corpus idéologique, le néolibéralisme s’oppose à un grand nombre de positions adoptées par les sociaux-libéraux, notamment sur la question du libre-échange et des programmes sociaux. Pour Catherine Audard, le « néolibéralisme » doit plus à ce qu'elle nomme l’« ultralibéralisme » de Milton Friedman qu'au néolibéralisme de Friedrich Hayek. Si le social-libéralisme connaît un profond renouveau avec des auteurs comme John Rawls ou Amartya Sen, son influence sur les décisions politiques demeure faible.

## Le renouveau contemporain de la pensée sociale-libérale

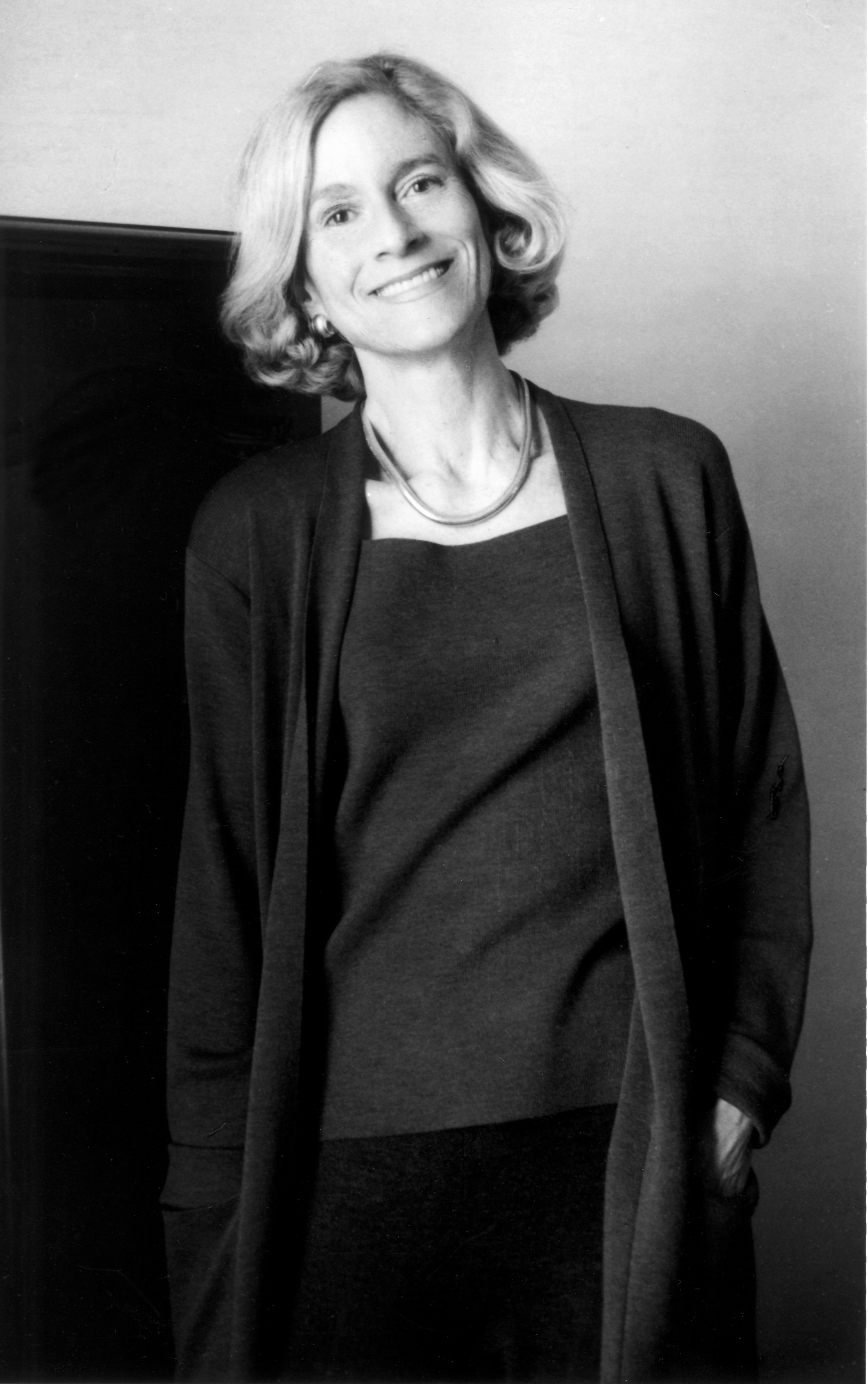
Martha Craven Nussbaum, philosophe qui a notamment travaillé avec Amartya Sen sur la notion de capabilité.

À partir de la fin du XXe siècle le social-libéralisme, en même temps qu'il perd de son influence politique, connaît un grand bouillonnement intellectuel avec des auteurs importants comme : John Rawls (philosophie politique), Amartya Sen (philosophie et économie), Ronald Dworkin (philosophie du droit), Martha Nussbaum (philosophie) et Bruce Ackerman (droit constitutionnel), et d'autres.

### John Rawls

#### Une opposition à l'utilitarisme du social-libéralisme classique
Pour Rawls, une des raisons des échecs du social-libéralisme vient de ses fondements utilitaristes. C'est à cause d'eux que le bien-être a été perçu comme lien principal de la population dans les États modernes. Ce sont eux qui ont conduit à la démocratie de marché où chacun cherche son intérêt. Le but de John Rawls est de construire une démocratie dont le fondement ne soit plus exclusivement économique (à travers la recherche du bien-être) mais soit plus politique, plus moral et repose sur la notion de « justice » qui, pour lui, « est la première vertu des institutions sociales comme la vérité est celle des systèmes de pensée [...]. Si efficaces et bien organisées que soient des institutions et des lois, elles doivent être réformées ou abolies si elles sont injustes ». Avant d'étudier sa notion de justice, il est utile de noter l'autre point de divergence avec l'utilitarisme à savoir la morale. Les utilitaristes ont une morale téléologique, c'est-à-dire qui vise une fin (chez eux, le plus grand bonheur du plus grand nombre) alors que Rawls défend une « morale déontologique de type kantien, qui affirme la priorité du juste sur le bien » et donc des moyens sur les fins.

##### La justice chez Rawls
John Rawls s'éloigne de l'idée de justice formelle du positivisme juridique où le juste est défini par l'application à tous de la même règle. Il défend une justice procédurale où « c'est une procédure correcte ou équitable (« fair ») qui détermine si un résultat est également correct ou équitable, quel que soit le contenu pourvu que la procédure ait été correctement appliquée ». Une procédure équitable repose ainsi sur trois principes :
1. « un principe d'impartialité » (il ne faut pas avantager certains) ;
2. « un principe de réciprocité, qui pose que nul ne peut s'attribuer un droit ou une obligation sans attribuer les mêmes aux autres » ;
3. « un principe d'avantage mutuel » (nul ne doit voir sa situation se dégrader).

Pour lui les décisions doivent être prises dans la « position originelle » ou sous voile d'ignorance, c'est-à-dire que, un peu comme dans le cas du redoublement de sympathie dans la Théorie des sentiments moraux d'Adam Smith, on doit être capable de se décentrer et de voir la situation du point de vue des autres.
Pour Catherine Audard, l'intérêt de Rawls réside précisément dans sa façon de déplacer ou de transformer le problème : au lieu de vouloir définir la justice sociale, il va chercher à définir comment les hommes peuvent se mettre d'accord pour justifier de façon consensuelle « un écart par rapport à la stricte égalité ». Par ailleurs, Rawls fait l'hypothèse que les individus sous voile d'ignorance sélectionneraient un certain nombre de « biens premiers » selon un ordre « lexicographique ». Par exemple, il suppose que les individus classeraient les libertés fondamentales avant l'égalité des chances.

#### Un libéralisme procédural
La notion de « procédure » imprègne profondément le libéralisme de Rawls et c'est par ce biais que le consensus politique se réalise. C'est également elle qui permet d'arriver à la stabilité politique là où le social-libéralisme classique misait sur la prospérité économique. En ce qui concerne la procédure, John Rawls va aussi insister sur la notion de contre-pouvoir et d'État de droit que le social-libéralisme soucieux d'efficacité économique et un peu trop marqué par une conception hégelienne de l'État avait tendance à négliger. Cette vision procédurale se retrouve dans sa conception des lois qui l'éloigne tant du positivisme juridique (la loi comme expression de la volonté du législateur sans aucune référence morale) et du droit naturel. Chez lui, « les bases morales normatives de la Constitution ne sont pas extérieures au processus politique, elles sont « la volonté du peuple exprimée au moyen de procédures » ».

### Amartya Sen

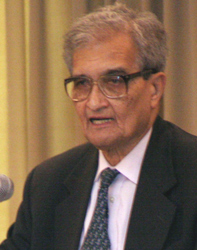
Amartya Sen, philosophe de l'économie, a insisté sur l'unité de l'œuvre d'Adam Smith et sur la nécessité de tenir compte de son premier grand livre : Théorie des sentiments moraux.

Comme John Rawls, Amartya Sen est critique tant envers l'utilitarisme que le welfarisme (une forme du conséquentialisme qui fait l'hypothèse que les gestes, les politiques et les règles doivent être mesurés selon leurs conséquences). Mais Sen a une approche plus proche de l'esprit des nouveaux libéraux ou du social-libéralisme classique que Rawls. Tout d'abord, pour Sen, ce qui est important à travers la notion de capabilité (capabilities), c'est l'épanouissement des capacités de l'homme, c'est d'une certaine façon l'épanouissement de son individualité. Pour Sen, d'après Marc Saint-Upery, « ce qu'il s'agit de distribuer de façon équitable, ce ne sont pas seulement des libertés formelles, des revenus et des ressources, mais des capabilités de développer des modes de fonctionnement humains fondamentaux (human functionnings), permettant de vivre une vie digne et sensée plutôt que de seulement accumuler ». Par rapport à Rawls ou Dworkin, très marqués par le formalisme kantien, Sen, comme les nouveaux libéraux, est très marqué par l'éthique aristotélicienne du plein développement des potentialités humaines.
Amartya Sen est également un de ceux qui va rappeler qu'Adam Smith était également un philosophe qui a écrit une Théorie des sentiments moraux. se plaçant dans sa lignée, il entend également lier éthique et économie pour reprendre le titre d'un de ses ouvrages les plus connus. Il distingue deux grandes origines à l'économie : une origine éthique, chez Aristote, Adam Smith et John Stuart Mill notamment ; une origine mécaniste chez William Petty et les ingénieurs économistes français du XIXe siècle, parmi lesquels il classe Léon Walras. Pour lui d'une certaine façon, ces courants sont appelés à cohabiter. Ce qu'il combat, c'est la « domination » dont fait preuve à la fin du XXe siècle l'aspect mécaniste et son œuvre est dédiée à une meilleure prise en compte et à une réévaluation de la place de l'éthique. Cela passe par une remise en cause de l'utilité et de l'utilitarisme sur lesquels est fondée l'approche « mécaniste ». En s'éloignant de l'utilitarisme, il se rapproche également d'Adam Smith, en ce qu'il ne nie pas la possibilité de conflit sur les normes ni l'importance des rapports de force politique, mais où, à la façon du Smith de la Théorie des Sentiments moraux, il pense que grâce à la sympathie, à la possibilité de se décentrer de soi-même, il est possible d'agir assez pacifiquement.
Le fait que Sen est à la fois un philosophe et un économiste va le mener à se différencier de Rawls à la fois par la place qu'il donne à l'économie, et par son refus d'adhérer à une optique purement contractualiste. Sen, s'il critique les utilitaristes, refuse néanmoins de ne pas donner une importance au conséquentialisme, c'est-à-dire qu'il refuse de ne pas tenir compte des conséquences prévisibles des actes là où l'approche déontologique se préoccupe uniquement du cadre dans laquelle la décision a été prise. Cette position est justifiée, en partie, par le fait que pour lui les individus sont profondément marqués par le milieu, par la société et que cela peut peser sur les décisions et conduire à perpétuer des systèmes structurellement inégalitaires. Ce sujet concerne particulièrement Sen, qui est né en Inde et qui se réfère souvent à des exemples qu'il a pu observer durant ses jeunes années. Pour lui, la distinction entre liberté positive et liberté négative qu'Isaiah Berlin a contribué à répandre est trompeuse. En effet, liberté négative (ne pas faire ceci ou cela) et liberté positive (droit à faire ceci ou cela) sont en étroite interdépendance. Par exemple, lors de famine, la liberté négative que constitue la liberté de la presse (droit de ne pas être censuré) peut éviter que les gens meurent de faim et donc favoriser leur liberté positive.

### Nouveaux défis

#### Multiculturalisme et États-Nations
Même s'il s'est toujours distingué du nationalisme dur et qu'il a toujours défendu la possibilité d'appartenances multiples, le social-libéralisme a eu, depuis son apparition dans la seconde moitié du XIXe siècle, parti lié avec la construction d'États-nations. Il y a par exemple chez John Stuart Mill l'idée que l'établissement d'un régime politique fondé sur la liberté et la démocratie (chez les sociaux-libéraux, les deux vont de pair) nécessitait une langue commune et une opinion publique relativement unifiée. Or, les sociétés actuelles, du fait notamment des mouvements de population, sont devenues plus diverses en même temps qu'il existe une volonté plus forte de la part de minorités nationales, ethniques ou culturelles de préserver une identité propre. Pour Catherine Audard, il y a eu « une prise de conscience positive de la différence et de l'identité, de l'ethnicité qui « a accrédité l'idée de plus en plus dominante que l'égalité des droits et l'intégration sociale passent par l'acceptation des différences, pas par un traitement impartial et anonyme ou colour-blind des personnes » ». Cela pose problème au social-libéralisme car une appartenance religieuse, ethnique ou culturelle trop forte peut entrer en conflit avec la liberté et l'autonomie de chacun qu'il promeut. Pour faire face à ce problème, deux voies ont été avancées. Paul Ricœur et Alasdair MacIntyre ont introduit le concept d'« identité narrative » qui va tenter de permettre de concilier une identité propre à un groupe et une identité commune. Pour John Rawls, la culture politique d'une société libérale multiculturelle doit se limiter essentiellement à « la langue, l'histoire, les institutions politiques et les valeurs « politiques » de la constitution ». Elle doit surtout éviter des éléments normatifs forts comme les valeurs morales, les idéologies et les religions dominantes.
Concernant les religions, Rawls et Jurgen Habermas vont considérer « que les religions dans leur ensemble doivent être considérées comme des doctrines « raisonnables », comme pouvant faire partie de la « raison publique » ». L'idée étant plus ou moins de mettre davantage en valeur la « raison argumentative » que l'on peut trouver au sein de chaque religion.

#### Renouveler la solidarité

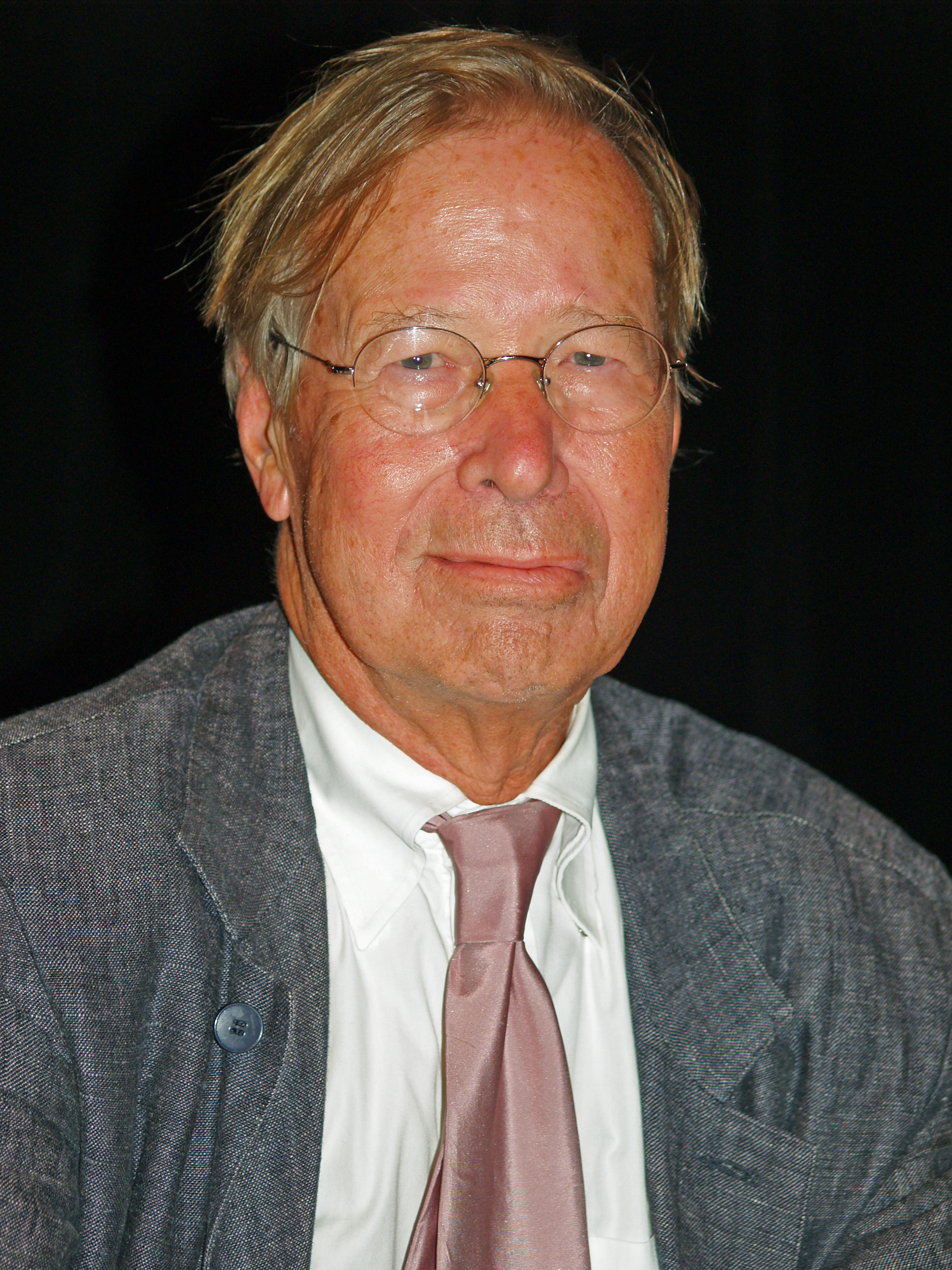
Ronald Dworkin, philosophe du droit.

La solidarité était au centre des préoccupations des sociaux-libéraux classiques mais pour John Rawls les politiques d'inspiration sociale-libérale se sont trop souciées d'économisme, de soutien de la consommation et pas assez du citoyen et du politique. Aussi, pour Rawls comme pour Bruce Ackerman, Philippe Van Parijs, Ronald Dworkin et Nancy Fraser, ce qui va être important c'est de lutter à la fois contre la pauvreté, les inégalités et les discriminations tout en considérant davantage les individus comme des acteurs à respecter. Pour cela, il convient que les citoyens soient plus actifs, plus responsables, qu'ils soient moins axés sur leurs droits et davantage sur leurs devoirs de façon à invalider le constat de Marcel Gauchet selon lequel « la démocratie de l'individu et de ses droits a l'oligarchie pour corrélat inavoué ».
La nouvelle citoyenneté dans laquelle doit s'enraciner la solidarité comporte un double substrat : à la fois politique et participatif. Ce dernier point est le plus important pour les penseurs du nouveau social-libéralisme ; Catherine Audard écrit, en faisant référence aux travaux de Jurgen Habermas, John Rawls et Thomas Nagel, que « C'est dans le cadre de la société civile [...] que les vertus et les compétences propres à la citoyenneté se développent, que le caractère individuel se forme, que les convictions privées se transforment sous l'effet du pluralisme, en un véritable sens de la justice ; c'est là que nous intériorisons les idées de responsabilité personnelle, d'obligations mutuelle, de solidarité, que nous apprenons les compétences diacritiques nécessaires à la vie démocratique ».
Rawls veut passer d'un minimum social à un minimum citoyen et, selon Catherine Audard, chez lui, « la solidarité ne doit pas viser la maximisation de l'utilité générale, mais la seule satisfaction des besoins créés par la citoyenneté ». Pour Rawls, le citoyen poursuit son propre intérêt, entendu dans un sens dépassant le seul intérêt économique, et la justice, c'est-à-dire l'intérêt général. Sur ce point, Amartya Sen produit un double reproche à Rawls. Tout d'abord, il lui reproche le lien fait entre minimum citoyen et citoyenneté active, expliquant qu'il n'est pas réellement établi. D'autre part, Rawls retombe selon lui dans les travers anciens en listant les biens premiers dont doivent bénéficier les citoyens alors qu'il devrait d'abord mettre en avant les capabilités, c'est-à-dire les capacités d'agir.

#### De la démocratie de marché à la démocratie délibérative
Le modèle de démocratie proche de « élitisme compétitif » de Joseph Schumpeter, où le rôle du peuple est surtout de sanctionner les politiques et les experts qui n'ont pas réussi à résoudre les problèmes pour les remplacer par d'autres, des Trente Glorieuses va, sous l'impact du néolibéralisme, se transformer en démocratie de marché où le citoyen est vu comme un consommateur de produits politiques. Ce mouvement va de pair avec un déclin de la conception de l'enseignement comme formation de citoyens rationnels tel que l'envisageait tant les sociaux-libéraux classiques. En fait, même si le social-libéralisme a participé à ce mouvement, il ne l'a jamais complètement accepté. Robert Alan Dahl, par exemple, a toujours soutenu que les élites n'avaient pas le monopole du pouvoir et que le peuple, à travers des associations et autres mouvements, pouvait intervenir dans la vie politique. Par ailleurs, le libéralisme a toujours été méfiant envers la monopolisation du pouvoir par un groupe, c'est pourquoi il a toujours préconisé des systèmes de contrôles et de contre-pouvoirs (checks and balances).
Au début des années 1950, le théorème d'impossibilité d'Arrow, qui veut que si les hommes suivent leur intérêt, il n'y a pas de solutions communes possibles, a provoqué un regain d'intérêt sur la question de savoir comment arriver à des décisions qui représentent l'intérêt commun tout en étant acceptées par le plus grand nombre. Ce questionnement, qui reprend sur un plan différent les réflexions de Walter Lippmann, marque les travaux de John Rawls et d'Amartya Sen. Rawls reprend et amplifie l'idée de démocratie délibérative qui était déjà présente chez John Stuart Mill et chez les nouveaux libéraux. Dans Théorie de la justice, Rawls écrit : « le débat législatif doit être conçu non comme un combat d'intérêts, mais comme un effort pour trouver la meilleure décision conformément aux principes de la justice ». Dans son livre Éthique de la discussion (1991), puis dans son débat avec Rawls, Jurgen Habermas défend des idées proches de ce dernier. Comme Stuart Mill et Alexis de Tocqueville, il considère la discussion publique comme un moyen de faire évoluer les préférences des êtres humains et par là d'arriver à un intérêt commun. Toutefois, les pensées de Rawls et d'Habermas ont une focalisation divergente : l'un s'intéresse surtout à la justice et l'autre au droit. Pour le premier, la justice participe à la création du lien social et pour le second, elle en est la conséquence.

#### Régulation de l'économie après la crise de 2008
Pour Amartya Sen, la crise économique de 2008 est liée à de mauvaises politiques elles-mêmes induites par les dérégulations économiques entreprises depuis Ronald Reagan. Pour lui, « le succès de l'économie libérale a toujours dépendu [...] du dynamisme du marché lui-même, mais aussi de mécanisme de régulation et de contrôle, pour éviter que la spéculation et la recherche de profits conduisent à prendre trop de risques ». Pour cet économiste, le PIB seul est trop limité et il faut lui associer d'autres indicateurs. Il est en effet l'un des créateurs de l'Indice de développement humain (IDH) et il a fait partie de la commission Stiglitz chargée d'étudier ce problème.

### Un libéralisme plus normatif et politique que le libéralisme français classique

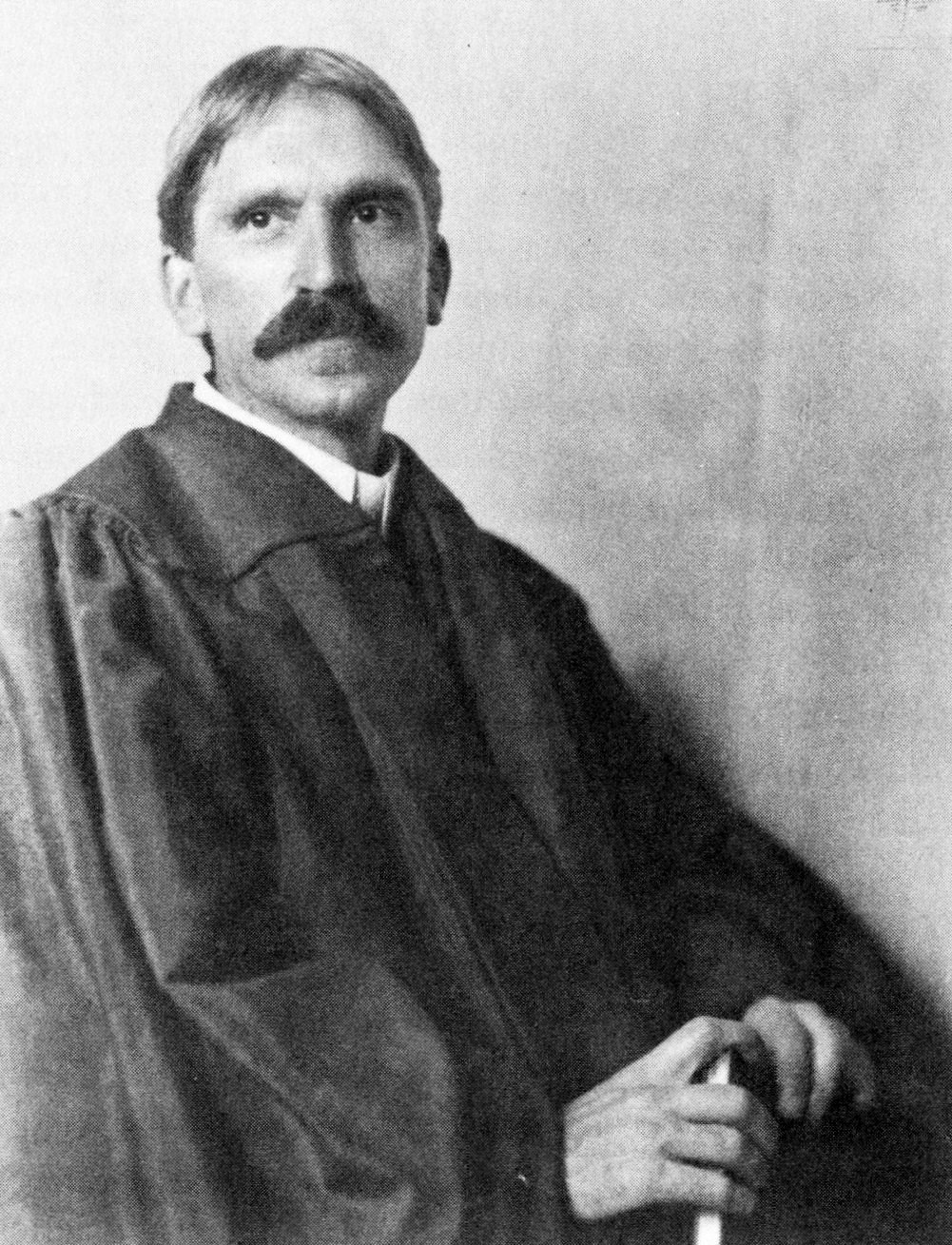
John Dewey en 1902

Pour Catherine Audard, le libéralisme chez les auteurs évoqués auparavant est d'abord normatif. Il y est plus politique et moins économique que dans la façon dont le libéralisme est perçu usuellement en France. Il est également plus ancré dans la philosophie morale. Sa principale question, de John Locke à John Rawls en passant par Thomas Hill Green ou John Dewey, est d'établir la paix civile sans recourir à la conception de l'État de Hobbes mais au contraire en recourant à des institutions procédurales qui favorisent la coopération entre individus. Dans cette approche, un pouvoir légitime doit respecter deux principes : la liberté des individus et l'égalité des personnes.
Contrairement à ce que pense Hayek, dans cette approche l'ordre spontané est « un ordre inégal qui doit être corrigé », d'où l'importance de la recherche de la « bonne société » (Good Society comme le titre du livre de Walter Lippmann de 1937) à travers le droit naturel au XVIIe siècle, le sentimentalisme écossais au XVIIIe siècle et l'utilitarisme au XIXe siècle. Si la politique est importante pour améliorer les choses, elle ne doit pas entraîner la soumission des hommes, mais leur participation à l'esprit public. Mais dans cette tradition du libéralisme, le système institutionnel est pensé autour d'un système de contrôle et de contre-pouvoir (check and balance) qu'avaient un peu trop oublié les sociaux-libéraux classiques. Pour que ce système demeure vivant, il nécessite une société civile dynamique et un citoyen fort et actif, libre et capable de s'opposer aux autres pouvoirs.
À l'intérieur de ce qu'on peut appeler le « libéralisme », il existe de fortes dissensions. Par exemple, pour Friedrich Hayek, le libéralisme de Dewey est « un pseudo-libéralisme ». De même, si certains vont accuser le social-libéralisme d'être du socialisme, d'autres au contraire vont accuser le néolibéralisme d'être devenu un soutien du conservatisme. Pour Catherine Audard, à l'intérieur du vaste champ libéral, le courant le plus problématique est constitué par ce qu'elle nomme l'« ultralibéralisme » de Milton Friedman et de l'école de Chicago. Pour elle, il s'agit plus d'« un outil politique » que d'une philosophie politique. Par ailleurs, elle les accuse d'avoir reconstruit un libéralisme classique « qui est une falsification des doctrines aussi bien de Locke que d'Adam Smith ou de John Stuart Mill ».

## Le social-libéralisme dans le jeu politique

### Sociaux-libéraux et libéraux-conservateurs
Les sociaux-libéraux et les libéraux-conservateurs ont en commun leur souci des libertés individuelles ; cependant le terme de « social-libéral » s’applique à des partis libéraux qui ont des positions de centre gauche sur les questions économiques et qui acceptent une définition très large de ce qui constitue les droits des individus, alors que les libéraux conservateurs mettent l’accent sur la liberté économique et se situent plutôt à la droite des centristes. Des partis conservateurs comme le Parti populaire libéral et démocrate des Pays-Bas ou le Parti libéral-démocrate allemand ont adopté un programme économique conservateur, qui prévoit un rôle minimal de l’État dans l’économie.
Certains auteurs, comme José Guilherme Merquior, pensent également que l’idéologie des libéraux-conservateurs met en avant les concepts de « liberté négative » (« Là où il n’ y a pas de loi il n’y a pas de transgression »), de pluralisme, de progrès, d’individualisme et de responsabilité du gouvernement, alors que les sociaux-libéraux sont plus préoccupés par la question des dérives autoritaires des gouvernements et des conditions sociales qui facilitent l’émergence de ces formes de tyrannie.

### Le social-libéralisme et les partis européens de centre-gauche
Un article du journal Le Monde diplomatique paru en 1998 qualifie de « social-libéral » le courant d'idées né en France autour de la Fondation Saint-Simon et de ses fondateurs, notamment François Furet et Pierre Rosanvallon. Mais dans sa somme sur le libéralisme, Catherine Audard ne parle ni de cette institution ni de ses promoteurs. De même, le terme de « social-libéralisme » peut être employé pour qualifier le blairisme. Ce courant d'idées, conçu au Royaume-Uni par Tony Blair et Anthony Giddens et appelé aussi « troisième voie », est principalement rattaché au travaillisme, la version britannique du socialisme démocratique. Dans une conférence prononcée en 1995 devant la Fabian Society, Tony Blair, alors chef du Parti travailliste, revendique explicitement l'influence de Hobhouse, de même que celles de Beveridge et Keynes et présente le socialisme démocratique britannique comme l'héritier politique du « libéralisme radical » du début du XXe siècle.
Le politologue français Zaki Laïdi estime pour sa part que la « troisième voie » blairiste est un avatar de la social-démocratie dans le sens où le marxisme « est sa matrice historique », ce qui n'est pas le cas du social-libéralisme. Autre distinction forte pour Zaki Laïdi, « la troisième voie relève plus de la formalisation d'une pratique politique souhaitable que de la naissance d'une idéologie ». L'aspect idéologique et réflexif est très fort dans le social-libéralisme et le rapport avec le politique est contingent. Pour Laïdi, l'absence d'une analyse critique du néocapitalisme de la fin du XXe siècle est l'autre point faible important de la troisième voie blairiste, celui qui l'a empêché de se placer dans une dynamique de long terme.
La conversion du centre gauche européen au libéralisme se déroule par ailleurs à un rythme inégal ; dans les années 1990, des dirigeants comme Tony Blair au Royaume-Uni ou Gerhard Schröder en Allemagne s'en revendiquent beaucoup plus nettement que Lionel Jospin en France,.
En France, au début des années 2000, un courant de pensée, né en partie de la défaite de Lionel Jospin à l'élection présidentielle de 2002 et animé notamment par Monique Canto-Sperber, a remis en avant la notion de socialisme libéral, dans une optique explicitement politique qui s'inscrivait dans une volonté d'engager une reconstruction du socialisme européen. Dans un ouvrage qui reprend le titre d'un livre des années 1930 de Carlo Rosselli, Monique Canto-Sperber et Nadia Urbinati ont édité une anthologie d'un certain nombre de penseurs qualifiés de socialistes libéraux, parmi lesquels : Eduard Bernstein, Hermann Cohen, Franz Oppenheimer, Jurgen Habermas, Norberto Bobbio et Benedetto Croce. Toutefois, pour des auteurs comme Serge Audier ou Catherine Audard, ce projet passe un peu vite sur les différences entre le libéralisme et le socialisme. Pour Audard, si le social-libéralisme peut se rapprocher du socialisme démocratique, il n'en reste pas moins distinct. En effet, « jamais la priorité du groupe sur l'individu, la lutte des classes ou l'intervention de l'État pour « changer » la société [...] n'ont pu être des concepts clés ou même adjacents du libéralisme même nouveau ». Pour Audier, « loin d’être le fruit naturel de la doctrine libérale, celui-ci [le socialisme libéral] s’est imposé contre le libéralisme économique et son antisocialisme doctrinal ». De manière plus générale, il considère comme impropre cet amalgame entre les différentes familles très disparates du socialisme libéral, parmi lesquelles il range le social-libéralisme, et la tendance dominante actuelle de la gauche occidentale.

### Usages dans le vocabulaire politique contemporain
Le vocabulaire politique contemporain tend aujourd'hui à amalgamer les termes de social-libéralisme et de socialisme libéral en utilisant, de manière imprécise, l'un comme synonyme de l'autre. Les deux expressions sont employées, de manière péjorative ou non, pour désigner la mutation, à la fin du XXe siècle et au début du XXIe siècle, de la social-démocratie — soit du socialisme démocratique dans son ensemble — et sa conversion aux changements économiques liés à la mondialisation libérale.
L'usage du mot « social-libéral » ne fait en outre pas l'unanimité et peut prendre une dimension polémique : il est parfois utilisé comme une épithète négative, notamment par la gauche radicale et l'extrême gauche, pour dénoncer le réformisme du centre-gauche ou sa conversion au libéralisme, en particulier sous la forme du blairisme ; Lionel Jospin déclare ainsi lors d’un Conseil national du PS : « Nous ne sommes pas des sociaux-libéraux, parce que les sociaux-libéraux sont ceux qui disent qu’il faut accepter les lois de l’économie dans leur dureté, mais faire de la compensation sociale. Nous sommes des socialistes et des démocrates, des sociaux-démocrates. Nous devons intervenir, organiser et réguler dans la sphère de l’économie, mais en nous tenant à notre place ». En 2014, Jean-Christophe Cambadélis, premier secrétaire du Parti socialiste français, affirme à son tour : « Le social-libéralisme ne fait partie ni de notre vocabulaire ni de notre tradition ». Pascal Riché relève en 2013 qu'« à part quelques exceptions » parmi lesquelles Alain Minc, Jérôme Cahuzac ou Jean-Marie Bockel, « personne ne se réclame ouvertement du social-libéralisme ».
Une étude réalisée en France en 2016 par le CEVIPOF définit les « sociaux-libéraux » comme des personnes « favorables au marché sur le plan économique », mais dont « l’ensemble [des] valeurs culturelles les situe clairement à gauche ». Décrits comme faisant partie « des sous-groupes les plus diplômés » et des « groupes économiques supérieurs », ils sont évalués par ce document comme représentant « à peine 6 % » de l'électorat français. Toutefois, Emmanuel Macron, élu président de la République française en mai 2017 avec 24 % des voix au premier tour, est couramment qualifié de social-libéral,, de même que son parti La République en marche,,.